# Steal Hear
Albums de Coolio
The Return of the Gangsta
(2006) From the Bottom 2 the Top
(2009)
Steal Hear est le septième album studio de Coolio, sorti le 28 octobre 2008.

## Liste des titres
| No  | Titre                                            | Durée |
| --- | ------------------------------------------------ | ----- |
| 1.  | Gangsta Walk (featuring Snoop Dogg)              | 3:57  |
| 2.  | Cruise Off                                       | 4:57  |
| 3.  | They Don't Know (featuring Black Orchid)         | 3:54  |
| 4.  | It's On                                          | 3:46  |
| 5.  | Boyfriend (featuring A.I.)                       | 4:19  |
| 6.  | Do It (featuring Goast)                          | 4:19  |
| 7.  | Lady and a Gangsta (featuring K-La)              | 4:24  |
| 8.  | Make Money (featuring Gangsta Lu)                | 4:16  |
| 9.  | Back It Up Now (featuring Vizhun, Goast and Emo) | 3:52  |
| 10. | Keep It Dancing                                  | 3:49  |
| 11. | Dip It (featuring Gangsta Lu)                    | 3:31  |
| 12. | Motivation (featuring A.I.)                      | 4:26  |
| 13. | One More Night (featuring L.V.)                  | 4:08  |
| 14. | Here We Come                                     | 4:37  |
| 15. | Keep It Gangsta                                  | 4:13  |